# Marcel Goc
Marcel Goc [goč] (* 24. srpna 1983) je bývalý německý hokejový útočník, který odehrál v National Hockey League přes šest set utkání. Jeho bratři, starší Sascha a mladší Nikolai, rovněž hráli lední hokej v německé hokejové lize.
Jejich otec Jozef byl uznávaným hokejovým trenérem. Jeho otec Jozef Goč (starší) přišel s rodinou do Německa po srpnu 1968 z obce Široké na východním Slovensku.

## Kariéra

### Klubová kariéra
V německé hokejové lize nastupoval za Schwenningen Wild Wings a Adler Mannheim. V roce 2001 byl draftován do NHL týmem San Jose Sharks ze 20. místa, ale až do roku 2003 setrval v Německu. Do NHL se pokusil proniknout v sezóně 2003/2004, ale celou základní část odehrál v AHL na farmě za tým Cleveland Barons. V prvním týmu debutoval v téže sezóně v play-off, kde hned ve svém prvním utkání proti St. Louis Blues asistoval u gólu, který zlomil celou sérii. V následujícím roce se NHL nehrála, celý jej strávil v týmu Cleveland Barons. Od sezóny 2005/2006 hraje v NHL pravidelně. Ceněn je pro své defenzivní schopnosti a úspěšnost při vhazování.
20. srpna 2009 podepsal jednoletou smlouvu s týmem Nashville Predators, po dobrých výkonech ještě v průběhu sezóny mu bylo nabídnuto prodloužení smlouvy o rok, což přijal a i v sezóně 2010/2011 hrál za Nashville. 5. března 2014, při posledním přestupovém dnu NHL byl vyměněn do Pittsburghu Penguins za volbu ve třetím kole draftu 2015 a pátém kole roku 2014. V následující sezóně byl vyměněn do St. Louis Blues a po jejím konci odešel do Adler Manheim, kde v roce 2020 oznámil konec hráčské kariéry. V klubu zůstal jako dovednostní trenér.

## Klubová statistika
| Sezona     | Klub                    | Soutěž     | Základní část | Základní část | Základní část | Základní část | Základní část | Play off | Play off | Play off | Play off | Play off |
| Sezona     | Klub                    | Soutěž     | Z             | G             | A             | B             | TM            | Z        | G        | A        | B        | TM       |
| ---------- | ----------------------- | ---------- | ------------- | ------------- | ------------- | ------------- | ------------- | -------- | -------- | -------- | -------- | -------- |
| 1999–00    | Schwenningen Wild Wings | DEL        | 51            | 0             | 3             | 3             | 4             | —        | —        | —        | —        | —        |
| 2000–01    | Schwenningen Wild Wings | DEL        | 58            | 13            | 28            | 41            | 12            | —        | —        | —        | —        | —        |
| 2001–02    | Schwenningen Wild Wings | DEL        | 45            | 8             | 9             | 17            | 24            | —        | —        | —        | —        | —        |
| 2001–02    | Adler Mannheim          | DEL        | 8             | 0             | 2             | 2             | 0             | —        | —        | —        | —        | —        |
| 2002–03    | Adler Mannheim          | DEL        | 36            | 6             | 14            | 20            | 16            | 8        | 1        | 2        | 3        | 0        |
| 2003–04    | Cleveland Barons        | AHL        | 78            | 16            | 21            | 37            | 24            | —        | —        | —        | —        | —        |
| 2003–04    | San Jose Sharks         | NHL        | —             | —             | —             | —             | —             | 5        | 1        | 1        | 2        | 0        |
| 2004–05    | Cleveland Barons        | AHL        | 76            | 16            | 34            | 50            | 28            | —        | —        | —        | —        | —        |
| 2005–06    | San Jose Sharks         | NHL        | 81            | 8             | 14            | 22            | 22            | 11       | 0        | 3        | 3        | 0        |
| 2006–07    | San Jose Sharks         | NHL        | 78            | 5             | 8             | 13            | 24            | 11       | 2        | 1        | 3        | 4        |
| 2007–08    | San Jose Sharks         | NHL        | 51            | 5             | 3             | 8             | 12            | 4        | 0        | 0        | 0        | 2        |
| 2008–09    | San Jose Sharks         | NHL        | 55            | 2             | 9             | 11            | 18            | 6        | 0        | 0        | 0        | 2        |
| 2009–10    | Nashville Predators     | NHL        | 73            | 12            | 18            | 30            | 14            | 6        | 0        | 1        | 1        | 2        |
| 2010–11    | Nashville Predators     | NHL        | 51            | 9             | 15            | 24            | 6             | —        | —        | —        | —        | —        |
| 2011–12    | Florida Panthers        | NHL        | 57            | 11            | 16            | 27            | 10            | 7        | 2        | 3        | 5        | 0        |
| 2012–13    | Adler Mannheim          | DEL        | 18            | 4             | 15            | 19            | 8             | —        | —        | —        | —        | —        |
| 2012–13    | Florida Panthers        | NHL        | 42            | 9             | 10            | 19            | 8             | —        | —        | —        | —        | —        |
| 2013–14    | Florida Panthers        | NHL        | 62            | 11            | 12            | 23            | 31            | —        | —        | —        | —        | —        |
| 2013–14    | Pittsburgh Penguins     | NHL        | 12            | 0             | 2             | 2             | 4             | 9        | 0        | 1        | 1        | 4        |
| 2014–15    | Pittsburgh Penguins     | NHL        | 43            | 2             | 4             | 6             | 4             | —        | —        | —        | —        | —        |
| 2014–15    | St. Louis Blues         | NHL        | 31            | 1             | 2             | 3             | 4             | 4        | 0        | 0        | 0        | 0        |
| 2015–16    | Adler Mannheim          | DEL        | 3             | 0             | 0             | 0             | 2             | 3        | 1        | 2        | 3        | 6        |
| 2016–17    | Adler Mannheim          | DEL        | 38            | 9             | 19            | 28            | 12            | —        | —        | —        | —        | —        |
| 2017–18    | Adler Mannheim          | DEL        | 42            | 4             | 12            | 16            | 6             | 10       | 1        | 2        | 3        | 0        |
| 2018–19    | Adler Mannheim          | DEL        | 9             | 0             | 2             | 2             | 4             | 14       | 1        | 3        | 4        | 4        |
| 2019–20    | Adler Mannheim          | DEL        | 34            | 0             | 5             | 5             | 10            | —        | —        | —        | —        | —        |
| NHL celkem | NHL celkem              | NHL celkem | 636           | 75            | 113           | 188           | 157           | 63       | 5        | 10       | 15       | 14       |
| DEL celkem | DEL celkem              | DEL celkem | 342           | 44            | 109           | 153           | 98            | 35       | 4        | 9        | 13       | 10       |

### Reprezentační statistiky
| 2000 | Německo 20 | MSJ B  | 5 | 1 | 1 | 2 | 2  | 12. místo        |
| 2000 | Německo 18 | MS18   | 6 | 2 | 1 | 3 | 10 | 7. místo         |
| 2001 | Německo 20 | MSJ D1 | 5 | 0 | 1 | 1 | 2  | 12. místo        |
| 2001 | Německo    | MS     | 7 | 0 | 0 | 0 | 2  | 8. místo         |
| 2001 | Německo 18 | MS18   | 6 | 2 | 4 | 6 | 0  | 5. místo         |
| 2002 | Německo 20 | MSJ D1 | 5 | 4 | 2 | 6 | 2  | 11. místo        |
| 2003 | Německo 20 | MSJ    | 6 | 1 | 2 | 3 | 2  | 9. místo         |
| 2003 | Německo    | MS     | 7 | 1 | 2 | 3 | 0  | 7. místo         |
| 2004 | Německo    | SP     | 3 | 0 | 1 | 1 | 2  | 8. místo         |
| 2005 | Německo    | MS     | 6 | 2 | 0 | 2 | 0  | 15. místo        |
| 2006 | Německo    | ZOH    | 5 | 1 | 0 | 1 | 0  | 10. místo        |
| 2008 | Německo    | MS     | 3 | 0 | 0 | 0 | 0  | 10. místo        |
| 2010 | Německo    | ZOH    | 4 | 2 | 1 | 3 | 0  | 11. místo        |
| 2010 | Německo    | MS     | 9 | 2 | 0 | 2 | 4  | 4. místo         |
| 2012 | Německo    | MS     | 7 | 0 | 0 | 0 | 2  | 12. místo        |
| 2013 | Německo    | MS     | 7 | 0 | 4 | 4 | 4  | 9. místo         |
| 2016 | Německo    | MS     | 8 | 1 | 1 | 2 | 2  | 7. místo         |
| 2018 | Německo    | ZOH    | 7 | 0 | 1 | 1 | 0  | Stříbrná medaile |